# 伊尔库茨克区
伊尔库茨克区（俄语：Иркутский район）是俄罗斯联邦伊尔库茨克州下辖的一个区，其行政中心为伊尔库茨克。据2016年统计，该区的人口为112111人。